# 小行星6836
小行星6836（英語：6836 Paranal）是一颗围绕太阳公转的小行星。1994年8月10日，艾瑞克·怀特·埃尔斯特在拉西拉天文台发现了此天体。
这颗小行星的绝对星等为68.46795等。